# Liste der Monuments historiques in Andrésy
Die Liste der Monuments historiques in Andrésy führt die Monuments historiques in der französischen Gemeinde Andrésy auf.

## Liste der Bauwerke
| Bezeichnung                | Beschreibung              | Standort                        | Kennzeichnung | Schutzstatus | Datum | Bild           |
| -------------------------- | ------------------------- | ------------------------------- | ------------- | ------------ | ----- | -------------- |
| Friedhofskreuz             | 10. Jahrhundert           | auf dem Friedhof (Lage)         | PA00087359    | Classé       | 1943  | weitere Bilder |
| Rêve Cottage               | Erbaut 1900               | 18, avenue de Fin-d’Oise (Lage) | PA78000022    | Inscrit      | 2006  |                |
| Kirche St-Germain-de-Paris | Erbaut im 13. Jahrhundert | Rue de l’Église (Lage)          | PA00087360    | Classé       | 1949  | weitere Bilder |

## Liste der Objekte
Zum Verständnis siehe: Kirchenausstattung
| Bezeichnung | Beschreibung              | Standort                        | Kennzeichnung | Schutzstatus | Datum | Bild           |
| --- | ------------------------- | ------------------------------- | ------------- | ------------ | ----- | -------------- |
| Fünf Bleiglasfenster mit der Darstellung: Geburt Johannes des Täufers, Wurzel-Jesse-Fenster, Apostel Petrus, Taufe Jesu und Reicher Mann und armer Lazarus. | Ende des 16. Jahrhunderts | in der Kirche St-Germain (Lage) | PM78000008    | Classé       | 1908  | weitere Bilder |
| Ölgemälde Christ et la veuve de Naïm | 17. Jahrhundert           | in der Kirche St-Germain (Lage) | PM78000011    | Classé       | 1988  |                |
| Ölgemälde Anbetung der Hirten | 17. Jahrhundert           | in der Kirche St-Germain (Lage) | PM78000010    | Classé       | 1988  |                |
| Ölgemälde Flucht nach Ägypten | 1808                      | in der Kirche St-Germain (Lage) | PM78001940    | Inscrit      | 1986  |                |
| Ölgemälde Apparition du Christ à saint Bernard | 17. Jahrhundert           | in der Kirche St-Germain (Lage) | PM78001981    | Inscrit      | 1990  |                |
| Ölgemälde Der Erzengel Michael besiegt den Dämon | 1870                      | in der Kirche St-Germain (Lage) | PM78001941    | Inscrit      | 1986  |                |
| Gedenktafel | Marmor, 1612              | in der Kirche St-Germain (Lage) | PM78001360    | Inscrit      | 1977  |                |
| Glocke | Bronze, 1605              | in der Kirche St-Germain (Lage) | PM78000009    | Classé       | 1944  |                |